# اولشنا (ناحیه بروون)
اولشنا (به چکی: Olešná) یک منطقهٔ مسکونی در جمهوری چک است که در ناحیه بروون واقع شده‌است. اولشنا ۴۲۲ نفر جمعیت دارد.